# Peleduj (rzeka)
Peleduj (ros. Пеледуй, Pieleduj) – rzeka w Rosji, w Jakucji; lewy dopływ Leny. Długość 398 km; powierzchnia dorzecza 14 300 km².
Płynie w kierunku wschodnim po Płaskowyżu Nadleńskim; uchodzi do Leny ok. 20 km poniżej ujścia Witimu koło miejscowości Peleduj; w pobliżu ujścia wydobycie soli kamiennej.
Zamarza od końca października do maja; zasilanie śniegowo-deszczowe.